# Penitenciář

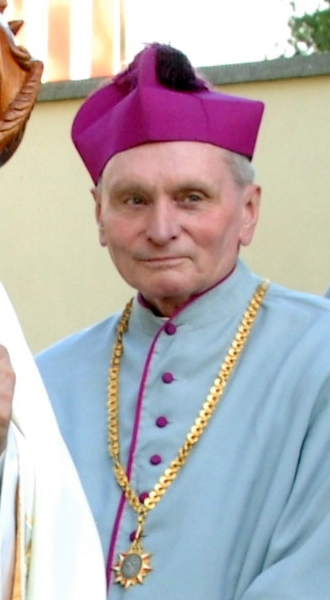
Kanovník F. Opletal, penitenciář litoměřické kapituly

Penitenciář je v římskokatolické církvi kanovník katedrální nebo kolegiátní kapituly pověřený prominout církevní trest nastupující automaticky bez výslovného rozhodnutí (latae sententiae), jestliže jeho prominutí není vyhrazeno Svatému stolci.

## Právní zakotvení
Penitenciář je ustanoven podle kánonu č. 508 CIC. Pokud je ustanovena v diecézi kapitula, jedná se o jejího člena. Pokud je ustanoveno kapitul více, ustanovuje penitenciáře biskup z jedné z nich.
Pokud v určité diecézi není zřízena kapitula, musí diecézní biskup ustanovit penitenciářem některého z kněží, který není generálním ani biskupským vikářem a není ani biskupovým příbuzným až do čtvrtého stupně.